# Guillem I de Nevers
Guillem I de Nevers, nascut cap a 1029, mort el 20 de juny de 1098 o de 1097 o el 1100 segons les fonts, comte de Nevers, d'Auxerre i de Tonnerre (1046-1100), fill de Renald I, comte de Nevers, i d'Alix de França, comtessa d'Auxerre.
Es va casar amb Ermengarda de Tonnerre, filla de Renald de Tonnerre, comte de Tonnerre i neboda de Miló III de Tonnerre (al que va succeir el 1046), i va tenir:
- Renald II (1055 † 5 d'agost de 1089), associat al seu pare al capdavant del comtat de Nevers el 1079.
- Guillem II de Tonnerre († després de 1099) associat al seu pare cap a 1090 al capdavant del comtat de Tonnerre.
- Robert († 12 de febrer de 1095), comte i bisbe d'Auxerre el 1076.
- Ermengarda, casada amb Hubert de Beaumont-au-Maine, Vescomte del Maine senyor de Beaumont i Sainte-Suzanne.
- Helvisa, casada amb Guillem d'Évreux, comte d'Évreux.